# William Youden
William John Youden (Townsville, 12 aprile 1900 – Washington, 31 marzo 1971) è stato uno statistico australiano naturalizzato statunitense.
Nato nel 1900 in Australia, nel 1907 migrò con la famiglia negli Stati Uniti stabilendosi a Niagara Fall (NY), dove W.J.Youden frequentò la scuola pubblica locale.
Durante la scuola superiore la famiglia si trasferì a Rochester (NY) e l'anno successivo Youden si iscrisse alla University of Rochester. Nel 1921 consegue il B.S. in ingegneria chimica.
Nel 1937 descrive nell'articolo Use of incomplete block replications in estimating tobacco-mosaic virus quello che nel 1957 venne battezzato da R. A. Fisher e F. Yates quadrato di Youden o disegno di Youden.
Nel 1959 descrive nell'articolo Graphical diagnosis of interlaboratory test results quello che oggi è noto come diagramma di Youden.
Nel 1969 ottiene il Samuel S. Wilks Award della American Statistical Association.

## Scritti
- Use of incomplete block replications in estimating tobacco-mosaic virus, Contributions from Boyce Thompson Institute, 1937
- Graphical diagnosis of interlaboratory test results. in Industrial Quality Control, 15, 24-28. 1959